# Gel douche

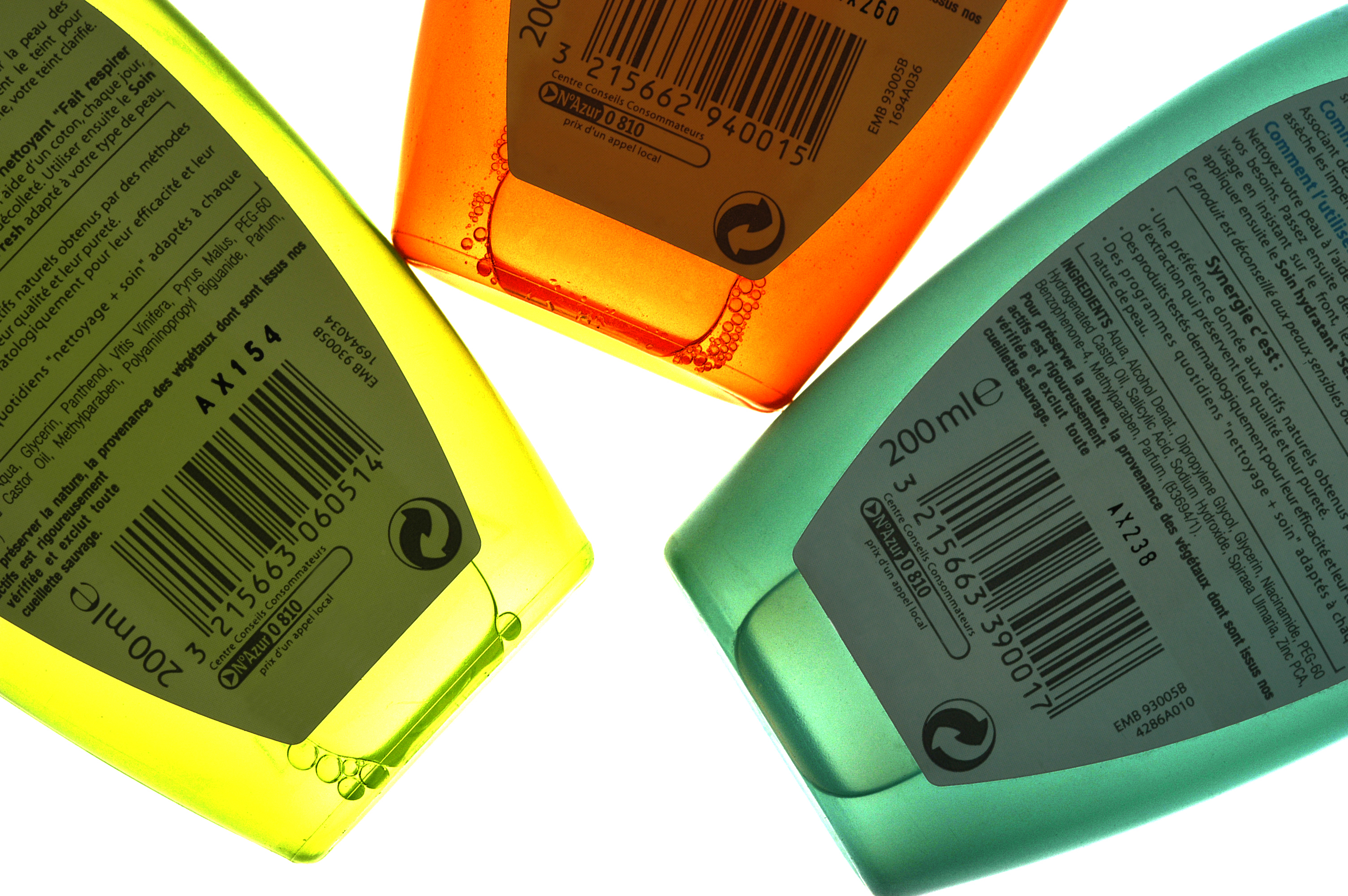
Flacons de gel douche.

Un gel douche est une préparation liquide utilisée pour nettoyer le corps lors des douches et bains, dont l'objectif est semblable à celui du savon mais présenté sous forme liquide. Ils ne doivent pas être confondus avec les savons liquides car ils ne contiennent pas d'huile saponifiée. A la place, ils contiennent des détergents tensioactifs synthétiques dérivés soit du pétrole, soit de plantes.
Les deux composants principaux des gels douche sont l'eau (80-90 %), suivi des tensioactifs (5-15 %). Ils ne contiennent pas de savon. Pour le reste (environ 5 %) on trouve des actifs apaisants, parfums, colorants, agents de texture et des conservateurs indispensables pour limiter la prolifération bactérienne dans ce produit liquide. Les gels douche ont une valeur de pH neutre, plus faible que celui du savon traditionnel, ce qui assèche moins la peau. Il convient de vérifier si le gel douche contient des ingrédients réputés toxiques, irritants ou allergisants,.
Les agents lavants du gel douche dits « de surface » sont de bons agents moussants. Ils produisent une mousse abondante. Ils sont également de bons émulsifiants qui favorisent la stabilité du mélange. Leur propriété détergentes vont lessiver les lipides de la peau (film hydrolipidique), parfois trop, au point de décaper à l’excès l’épiderme.
Comme tous les produits cosmétiques les gels douche commercialisés dans l'Union européenne doivent répondre à la norme européenne de 2009, régulièrement modifiée transposée dans la loi et la réglementation française,.
L'Union fédérale des consommateurs-Que Choisir tient à jour un dossier relatif aux ingrédients indésirables dans les cosmétiques. Au 4 avril 2020 un total de 9 978 gels douche différents, présents sur le marché français ont fait l'objet d'une évaluation selon cinq niveaux de risques pour quatre catégories d'usagers différentes,.